# Henry Molaison
Henry Gustav Molaison (Hartford, 26 de fevereiro de 1926 - Windsor Locks, 2 de dezembro de 2008), também conhecido por H.M., foi um americano com um distúrbio raro de memória e seu caso e cérebro foram amplamente estudados por pesquisadores.
O paciente de amnésia mais estudado na história da medicina, era portador de "amnésia anterógrada", ou seja, podia lembrar perfeitamente bem de sua vida antes até um determinado momento, mas totalmente incapaz de formar memórias permanentes depois daquilo e foi amplamente estudada desde o final de 1957 até sua morte e seu cérebro foi mapeado em 3D, após o seu falecimento.
Molaison fez uma cirurgia para epilepsia em 25 de agosto de 1953, quando teve removidos os dois lados de seu hipocampo. Após a cirurgia, que foi bem sucedido em seu objetivo principal, H.M. passou a sofrer de uma grave amnésia anterógrada (aquela que mantém a memória de trabalho e memória anterior a operação intactos, mas seu cérebro não podia absorver novos eventos à sua memória explícita) e o paciente passou a viver o resto da vida como se estivesse acordando um dia depois da operação.
Até 2002, H.M. foi voluntário para estudos de neurociência e em 1992, assinou um termo doando seu cérebro ao MIT (Instituto de Tecnologia de Massachusetts) depois que morresse. Com o seu falecimento, em 2008, os estudos continuaram com o seu cérebro, sendo fatiado em finíssimas camadas e cada uma destas camadas, sendo escaneados, para formar um mapa 3D e facilitar os estudos atuais e futuros.